# Казанцева, Наталья Александровна
Наталья Александровна Казанцева (в девичестве Писарева; род. 10 апреля 1981, Йошкар-Ола) — российская самбистка и дзюдоистка, чемпионка и призёр чемпионатов России по дзюдо, чемпионка и призёр чемпионатов России и мира по самбо, призёр чемпионата Европы по самбо, обладательница Кубка мира по самбо, мастер спорта России международного класса.

## Биография
Родилась в Йошкар-Ола, в 14 лет уехала в волгоградское училище «Олимп резерва» к тренеру Герасимову Сергею Викторовичу. Там проучилась год, так как тренер был из Самары он вернулся туда и соответственно все спортсмены переехали с ним. 8 лет прожила в Самаре.
В 2004 году вышла замуж за Андрияна Казанцева (развелись в 2019 году).
- Дочь Дарья (родилась в 2005).
- Сын Яромир (родился в 2013).

## Спортивные результаты

### Самбо
- Чемпионат России по самбо среди женщин 2010 — ;
- Чемпионат России по самбо среди женщин 2011 — ;
- Чемпионат России по самбо среди женщин 2012 — ;
- Чемпионат России по самбо среди женщин 2013 — ;
- Чемпионат России по самбо среди женщин 2014 — ;
- Чемпионат России по самбо 2015 — ;
- Чемпионат России по самбо 2016 — ;
- Чемпионат России по самбо 2017 — ;
- Чемпионат России по самбо 2018 — ;
- Чемпионат России по самбо 2019 — ;
- Чемпионат России по самбо 2020 — ;

### Дзюдо
- Чемпионат России по дзюдо 1998 — ;
- Чемпионат России по дзюдо 2001 — ;
- Чемпионат России по дзюдо 2002 — ;
- Чемпионат России по дзюдо 2003 — ;
- Чемпионат России по дзюдо 2005 — ;
- Чемпионат России по дзюдо 2007 — ;
- Чемпионат России по дзюдо 2008 — ;
- Чемпионат России по дзюдо 2009 — ;
- Чемпионат России по дзюдо 2010 — ;
- Чемпионат России по дзюдо 2011 — ;
- Чемпионат России по дзюдо 2013 — ;
- Чемпионат России по дзюдо 2014 — .